# بارتربروک (ویرجینیا)
بارتربروک (به انگلیسی: Barterbrook) یک منطقهٔ مسکونی در ایالات متحده آمریکا است که در شهرستان البمارل، ویرجینیا واقع شده‌است. بارتربروک ۱۶۰٫۰۲ متر بالاتر از سطح دریا واقع شده‌است.